# Marhof
Marhof là một đô thị thuộc huyện Deutschlandsberg thuộc bang Steiermark, nước Áo. Đô thị Marhof có diện tích 30,8 km², dân số thời điểm năm 2005 là 1042 người.